# پیاجه
پیاجه (به ایتالیایی: Piagge) یک منطقهٔ مسکونی در ایتالیا است که در استان پزارو و اوربینو واقع شده‌است.

## خصوصیات
پیاجه ۸٫۶ کیلومترمربع مساحت و ۱٫۰۲۹ نفر جمعیت دارد.